# La Croix-sur-Ourcq
La Croix-sur-Ourcq é uma comuna francesa na região administrativa de Altos da França, no departamento de Aisne. Estende-se por uma área de 10,45 km². Em 2010 a comuna tinha 103 habitantes (densidade: 9,9 hab./km²).